# Серф-Сіті (Нью-Джерсі)
Серф-Сіті (англ. Surf City) — місто (англ. borough) в США, в окрузі Оушен штату Нью-Джерсі. Населення — 1243 особи (2020).

## Географія
Серф-Сіті розташований за координатами 39°39′44″ пн. ш. 74°10′10″ зх. д. / 39.66222° пн. ш. 74.16944° зх. д. (39.662085, -74.169456).  За даними Бюро перепису населення США в 2010 році місто мало площу 2,38 км², з яких 1,93 км² — суходіл та 0,45 км² — водойми. В 2017 році площа становила 3,43 км², з яких 1,93 км² — суходіл та 1,50 км² — водойми.

### Клімат
| Клімат : Серф-Сіті      | Клімат : Серф-Сіті | Клімат : Серф-Сіті | Клімат : Серф-Сіті | Клімат : Серф-Сіті | Клімат : Серф-Сіті | Клімат : Серф-Сіті | Клімат : Серф-Сіті | Клімат : Серф-Сіті | Клімат : Серф-Сіті | Клімат : Серф-Сіті | Клімат : Серф-Сіті | Клімат : Серф-Сіті | Клімат : Серф-Сіті |
| Показник                | Січ.               | Лют.               | Бер.               | Квіт.              | Трав.              | Черв.              | Лип.               | Серп.              | Вер.               | Жовт.              | Лист.              | Груд.              | Рік                |
| Середній максимум, °C   | 4,6                | 5,8                | 9,6                | 14,3               | 20,1               | 25,1               | 28,2               | 27,5               | 24,2               | 18,3               | 12,8               | 7,3                | 16,6               |
| Середня температура, °C | 0,6                | 1,8                | 5,3                | 10,2               | 15,7               | 20,9               | 24,1               | 23,4               | 19,9               | 13,8               | 8,6                | 3,3                | 12,3               |
| Середній мінімум, °C    | −3,4               | −2,3               | 1,1                | 6,0                | 11,3               | 16,7               | 20,0               | 19,4               | 15,7               | 9,2                | 4,4                | −0,8               | 8,2                |
| Норма опадів, мм        | 85                 | 76                 | 104                | 92                 | 80                 | 77                 | 101                | 108                | 79                 | 90                 | 81                 | 91                 | 1064               |
| Вологість повітря, %    | 66.6               | 64.7               | 63.2               | 64.3               | 67.3               | 71.6               | 70.9               | 72.5               | 71.1               | 69.9               | 68.6               | 67.5               | 68.2               |
| ----------------------- | ------------------ | ------------------ | ------------------ | ------------------ | ------------------ | ------------------ | ------------------ | ------------------ | ------------------ | ------------------ | ------------------ | ------------------ | ------------------ |
| Джерело: PRISM          |                    |                    |                    |                    |                    |                    |                    |                    |                    |                    |                    |                    |                    |

## Демографія
Згідно з переписом 2010 року, у селищі мешкало 1205 осіб у 622 домогосподарствах у складі 366 родин. Було 2566 помешкань
Расовий склад населення:
| - 95,5 % — білих - 1,3 % — чорних або афроамериканців - 0,6 % — азіатів - 0,3 % — вихідців з тихоокеанських островів - 1,4 % — осіб інших рас |

До двох чи більше рас належало 0,8 %. Частка іспаномовних становила 5,1 % від усіх жителів.
За віковим діапазоном населення розподілялося таким чином: 9,4 % — особи молодші 18 років, 52,0 % — особи у віці 18—64 років, 38,6 % — особи у віці 65 років та старші. Медіана віку мешканця становила 59,4 року. На 100 осіб жіночої статі у селищі припадало 95,6 чоловіків;  на 100 жінок у віці від 18 років та старших — 96,4 чоловіків також старших 18 років.
Середній дохід на одне домашнє господарство  становив 104 984 долари США (медіана — 66 597), а середній дохід на одну сім'ю — 133 260 доларів (медіана — 98 958). Медіана доходів становила 92 143 долари для чоловіків та 31 292 долари для жінок. За межею бідності перебувало 8,9 % осіб, у тому числі 39,4 % дітей у віці до 18 років та 4,0 % осіб у віці 65 років та старших.
Цивільне працевлаштоване населення становило 480 осіб. Основні галузі зайнятості: освіта, охорона здоров'я та соціальна допомога — 24,0 %, науковці, спеціалісти, менеджери — 10,6 %, мистецтво, розваги та відпочинок — 10,2 %.